# جامعة سان دييغو
جامعة سان دييغو هي جامعة أبحاث رومانية كاثوليكية خاصة في سان دييغو، كاليفورنيا. تأسست في يوليو عام 1949 بصفتها كلية سان دييغو للبنات وجامعة سان دييغو، ثم دمجت مع نظام المدارس في كاليفورنيا في جامعة سان دييغو في عام 1972. ومنذ ذلك الحين نمت الجامعة لتشمل تسع كليات جامعية ودراسات عليا.
تضم الجامعة كلية شيلي ماركوس للهندسة، ومدرسة جوان بي كروك لدراسات السلام، وكلية الحقوق ومدرسة كناوس للأعمال والتي أطلق عليها هذا الاسم تكريما لرئيس مجلس أمناء الدولار الأمريكي دون كناوس الذي تبرع بمبلغ 50 مليون دولار لدعم التعليم فيها.
لدى جامعة سان دييغو 79 برنامجًا جامعيًا ودراسات عليا، ويسجّل حوالي 9,073 طالبًا جامعيًا أو طلاب دراسات عليا أو طلاب قانون.

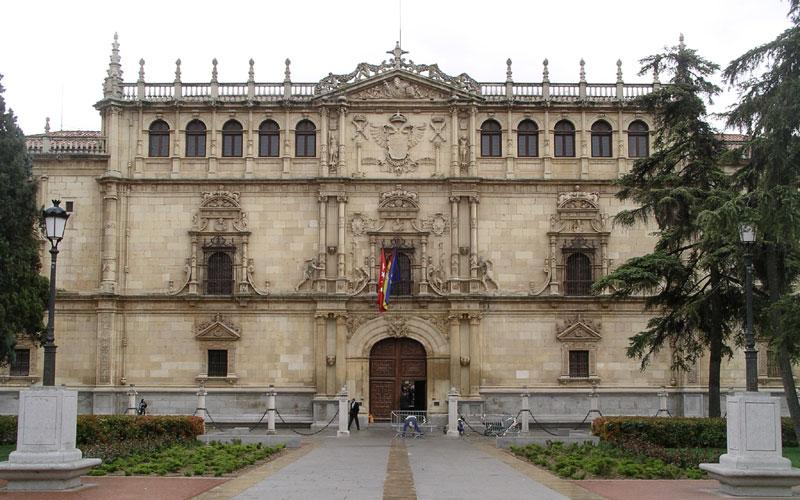
جامعة ألكالا في إسبانيا ، مصدر إلهام لـ Mother Hill's USD

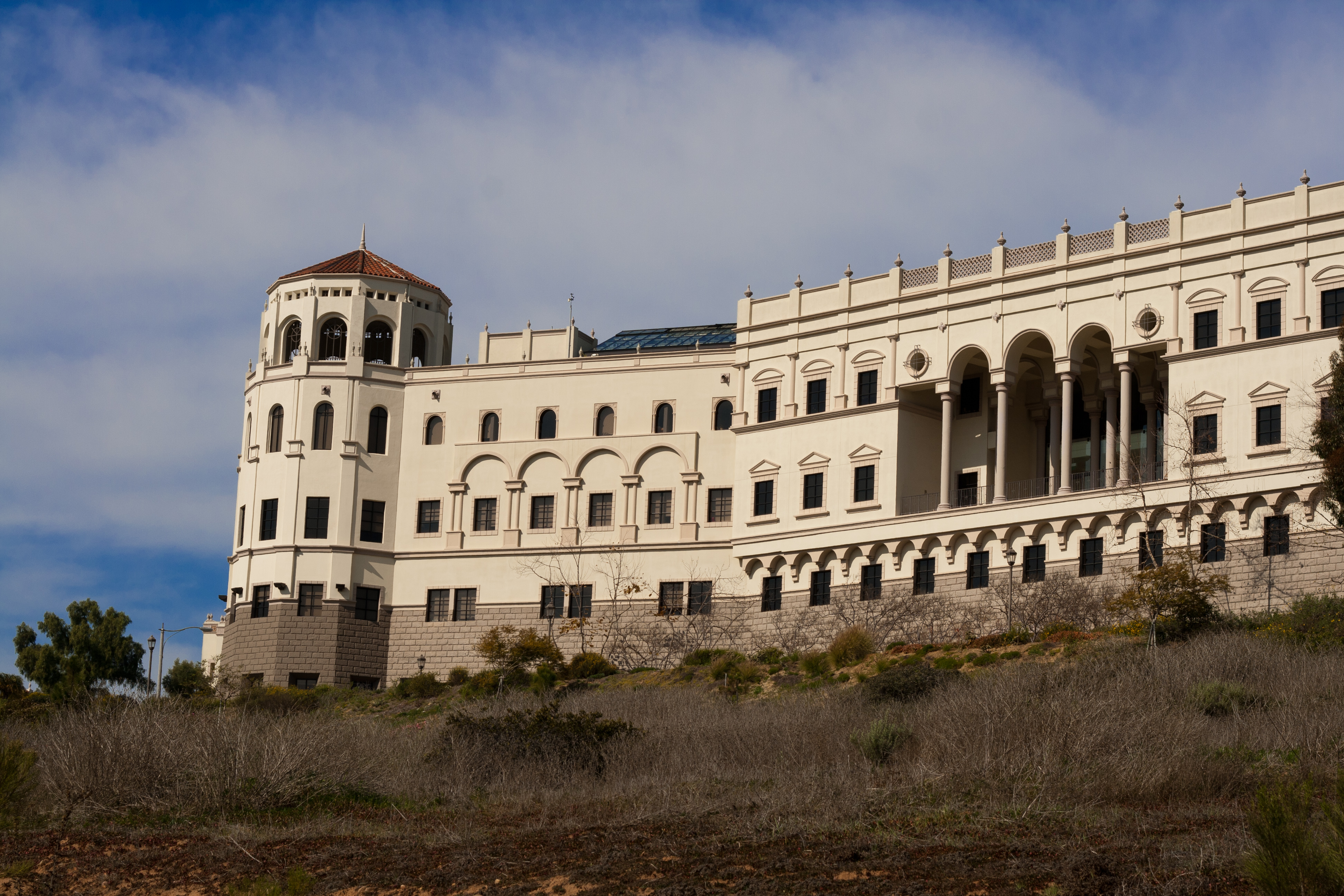
افتتح مركز دونالد ب. شيلي للعلوم والتكنولوجيا عام 2003

## خريجون بارزون

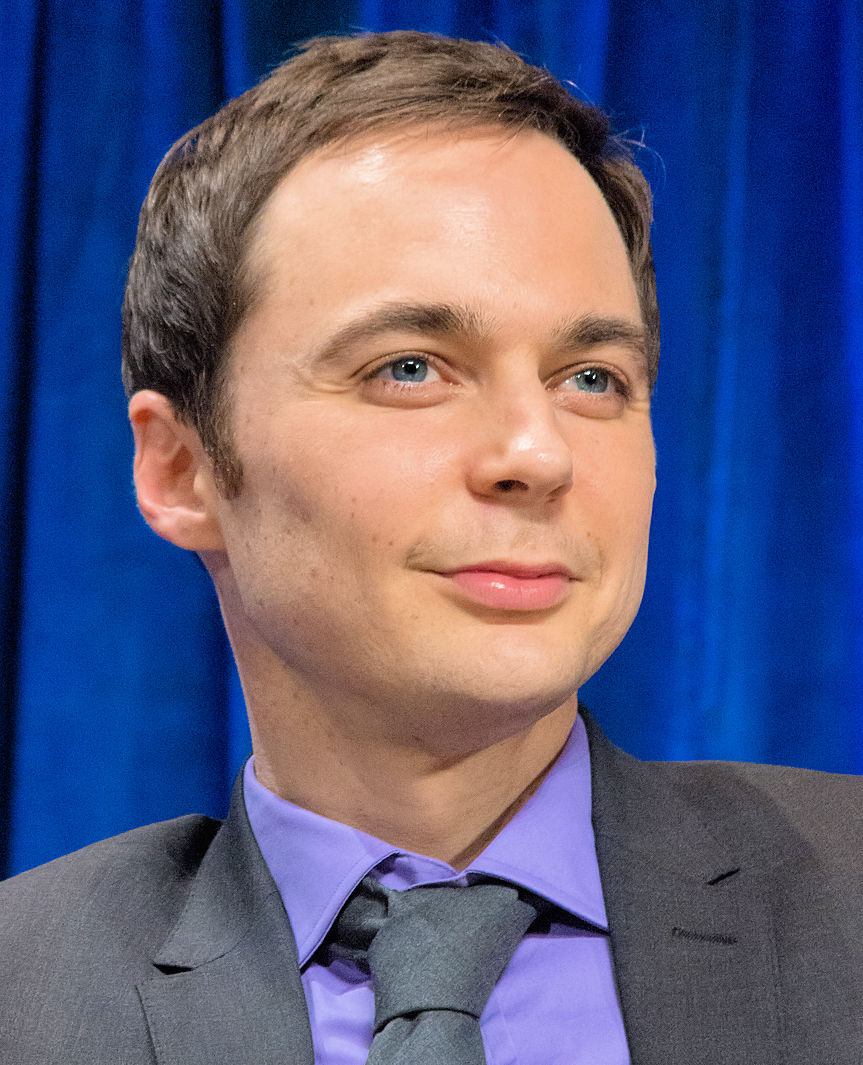
جيم بارسونز، 2001 (MFA)، ممثل، ممثل إيمي الحائز على جائزة لنظرية الانفجار الكبير يونيفيرسيتي اوف سان دييقو
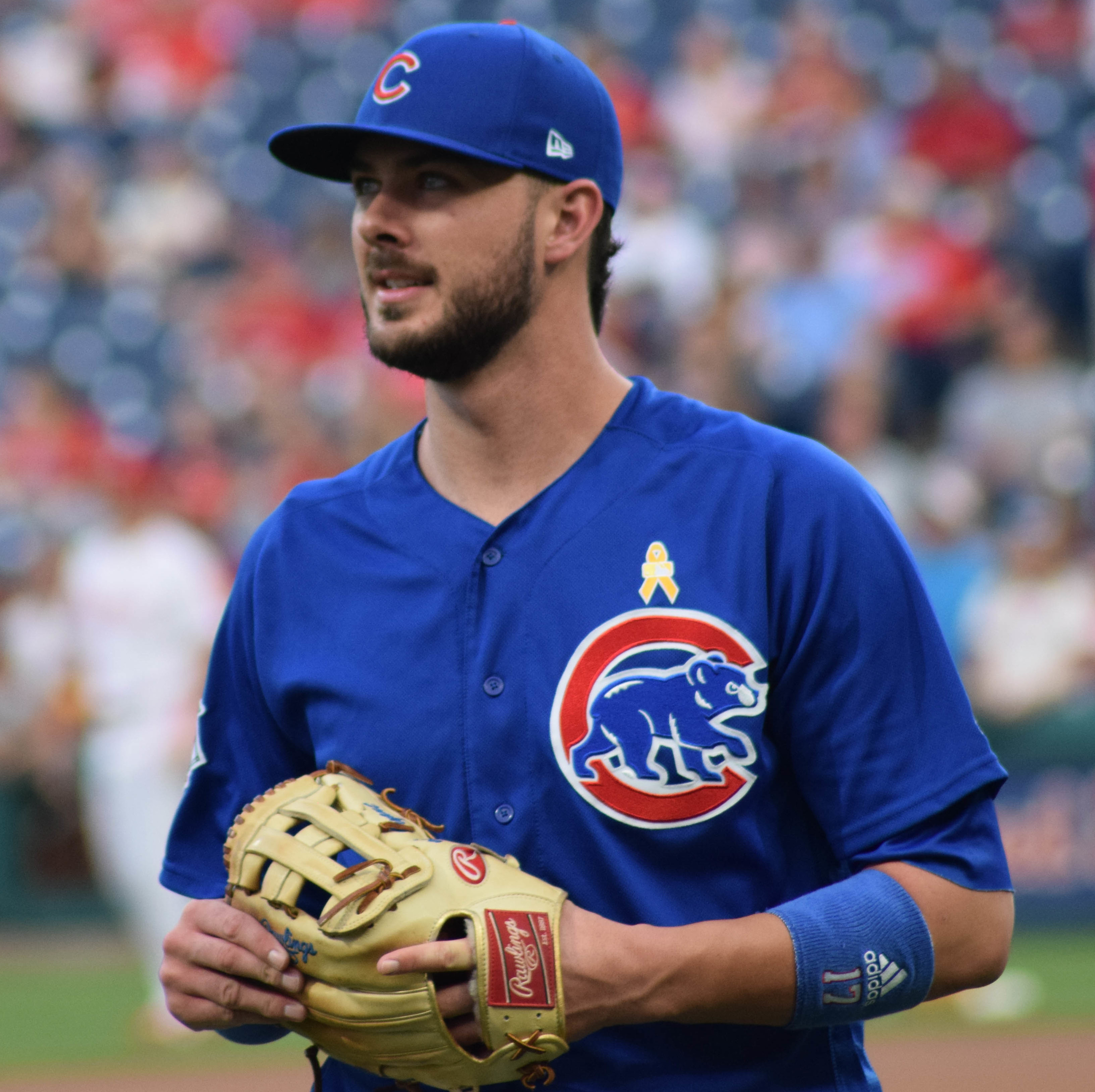
كريس براينت، 2011-13، لاعب البيسبول لأبطال بطولة العالم لعام سلسلة العالم لكرة القاعدة 2016 شيكاغو كوبز، الرابطة الوطنية للناشئين في العام (2015)، وأغلى لاعب ذو قيمة (2016) يونيفيرسيتي اوف سان دييقو
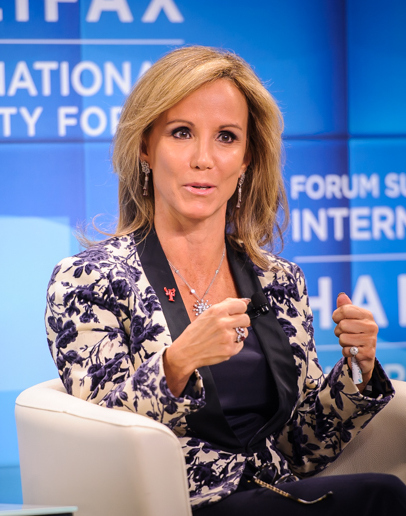
فرانسيس تاونسند، 1984، السابق الامن الداخلي مستشار الولايات المتحدة الرئيس جورج دبليو بوش. شخصية تلفزيونية يونيفيرسيتي اوف سان دييقو
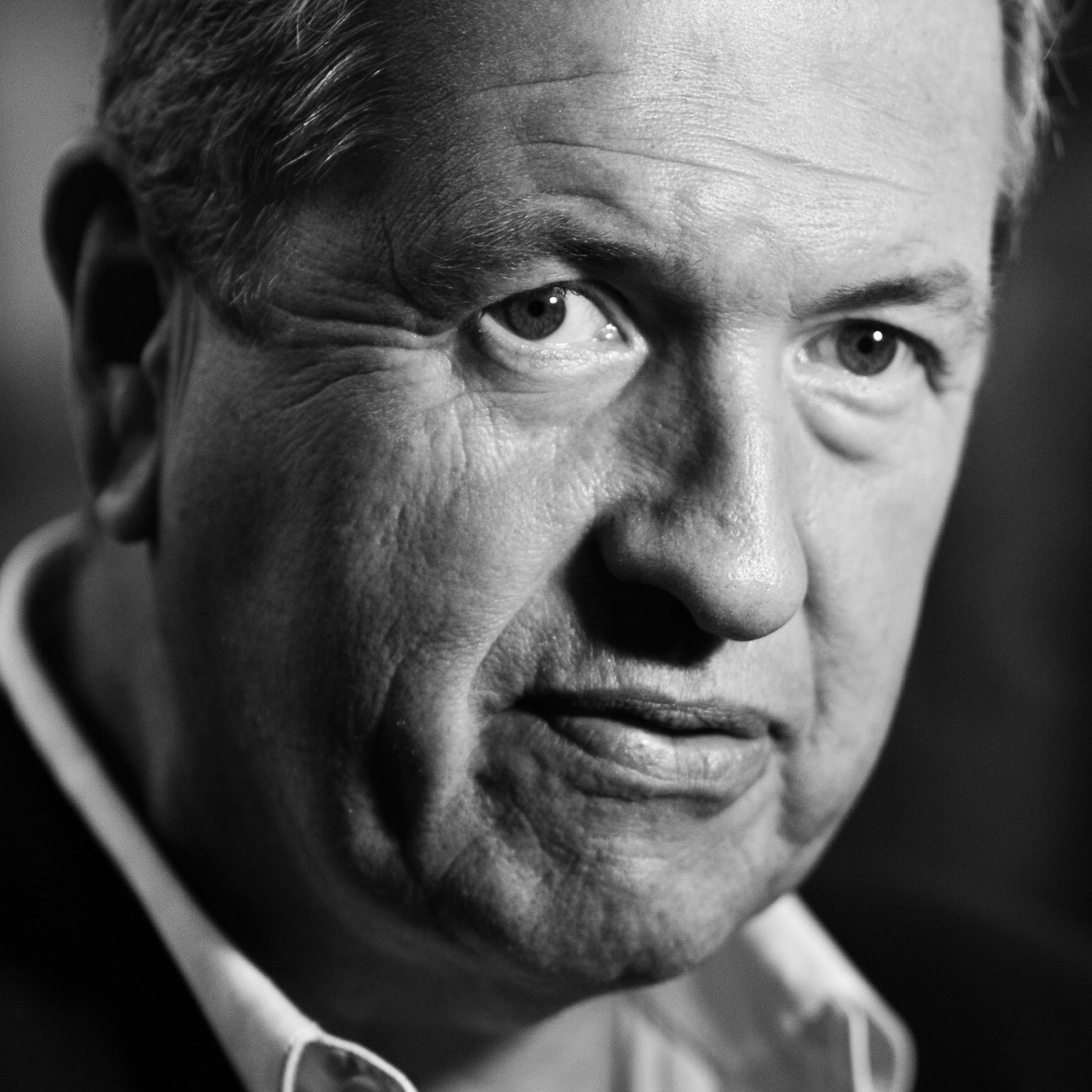
ماريو تيستينو، 1975 (BA) ، مصور الأزياء وصورة البيروفية يونيفيرسيتي اوف سان دييقو
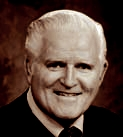
توماس ج. ويلان، 1961 (BA & JD)، كبير قضاة الولايات المتحدة في محكمة الولايات المتحدة المحلية للمنطقة الجنوبية من كاليفورنيا يونيفيرسيتي اوف سان دييقو
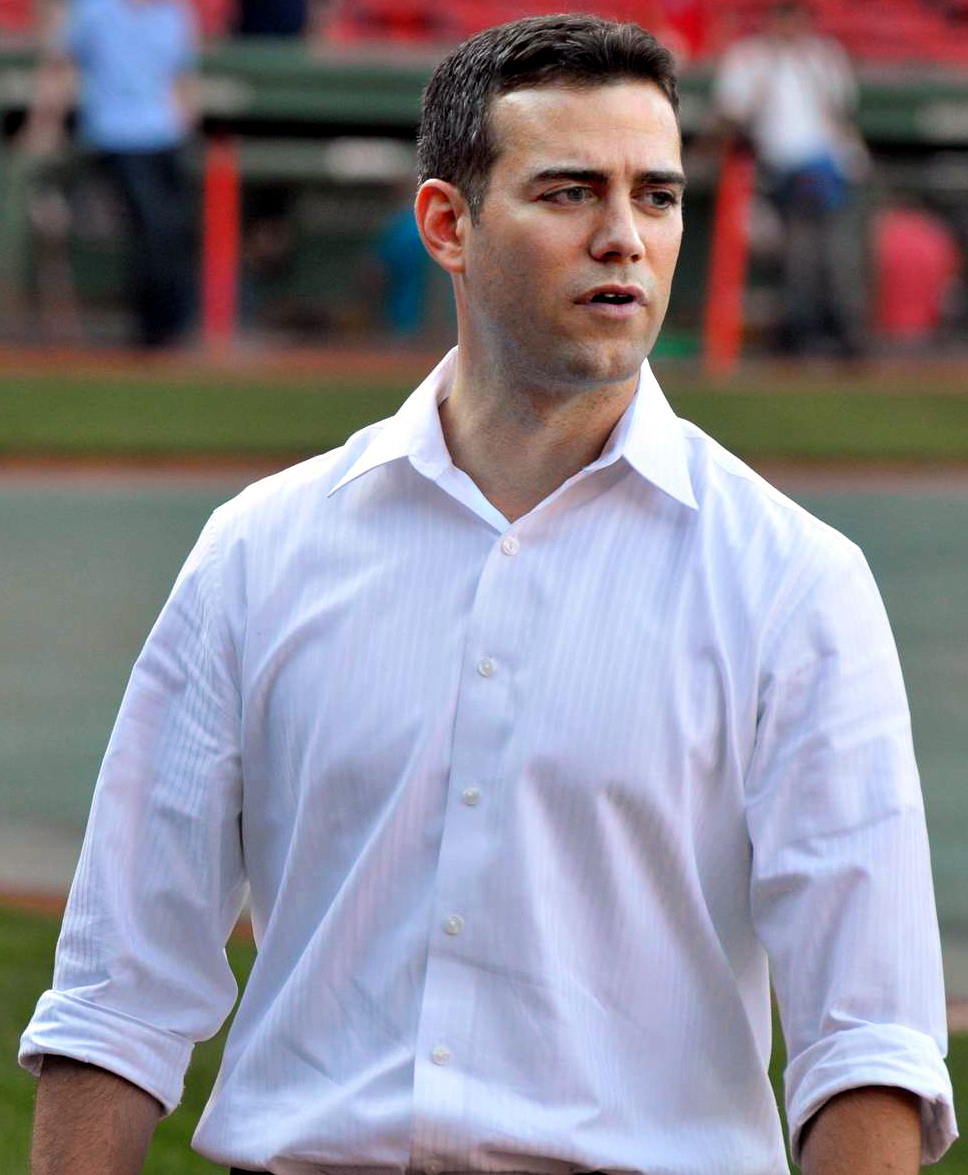
ثيو إبشتاين، 2000، رئيس عمليات البيسبول لأشبال شيكاغو

- سطام بن عبد العزيز آل سعود، 1965 (بكالوريوس)، ودكتوراه فخرية من جامعة سان دييغو عام 1975؛ [5] أحد كبار أسرة آل سعود؛ نجل الملك عبد العزيز. حاكم الرياض الثاني عشر، المملكة العربية السعودية
- كارلوس بوستامانتي، 1969، عمدة تيخوانا [6]
- منح جورج كوكر، 1976، قائد البحرية الأمريكية المتقاعد، الصليب البحري لبطولة غير عادية كأسير حرب أثناء حرب فيتنام [7]
- سالفاتور كورديلون، 1978، القانون الكنسي. رئيس أساقفة سان فرانسيسكو [8]
- إريك موسيلمان، 1978، مدرب كرة السلة الأمريكي؛ المدير العام الحالي في جامعة نيفادا، رينو والمدرب السابق لسكرامنتو كينجز وغولدن ستايت ووريورز [9]
- لويل ماك آدم، 1983 (ماجستير في إدارة الأعمال)، رئيس مجلس الإدارة والرئيس التنفيذي لشركة فيرايزون للاتصالات، وهي شركة انضم إليها في عام 2000 [10] [11]
- خوان فارغاس، 1983، ممثل الولايات المتحدة لمنطقة الكونجرس ال 51 في كاليفورنيا [12]
- لورينزو فيرتيتا، 1991، رجل أعمال، كازينو ومروج رياضي وممارس رياضي [13]
- أندرو فايرستون، 1998، بكالوريوس إدارة أعمال ؛ رجل أعمال، كازينو تنفيذي ومروج رياضي [14]
- مونتي بريم، 2000، مؤسس ورئيس تنفيذي لمجموعة ستيب ستون، شركة الأسهم الخاصة [15]
- ريان زينكي، 2003، وزير الداخلية للولايات المتحدة [16]
- جوني كيم ، 2013، طبيب البحرية الأمريكية، ومرشح رائد فضاء [17]

## قراءة تفصيلية
- Boudoin. بيرت جيه (2001). حصن على التل: تأسيس جامعة سان دييغو وكلية سان دييغو للبنات، 1942-1963 Mission Hills ، كاليفورنيا: جمعية سانت فرانسيس التاريخية، (ردمك 0967847737) 46882831
- Engstrand، Iris H. Wilson؛ White, Clare (1989). The First Forty Years: A History of the University of San Diego 1949–1989. San Diego, CA: University of San Diego. ص. 121. Engstrand، Iris H. Wilson؛ White, Clare (1989). The First Forty Years: A History of the University of San Diego 1949–1989. San Diego, CA: University of San Diego. ص. 121. Engstrand، Iris H. Wilson؛ White, Clare (1989). The First Forty Years: A History of the University of San Diego 1949–1989. San Diego, CA: University of San Diego. ص. 121. 22975773 and 20464871 مركز المكتبة الرقمية على الإنترنت   22975773 ، 20464871

## روابط خارجية
- الموقع الرسمي
- موقع جامعة سان دييغو لألعاب القوى
- U.S. Geological Survey Geographic Names Information System: The University of San Diego Immaculata Church